# 이기세 (1888년)
이기세(李基世, 일본식 이름: 高山基世다카야마 기세이, 1888년 10월 11일 ~ 1945년)는 일제강점기에 문예 분야에서 다양한 활동을 한 인물이다. 대중가요 작사가로서는 필명 이현경(李賢卿)을 사용했다.
임성구(林聖九), 윤백남(尹白南)과 함께 신파극 초창기의 대표적인 인물로 평가된다.

## 생애
1888년에 당시 황해도에 속해 있던 개성부에서 태어났다.
신연극을 실행할 목적으로 교토로 건너가서 당시 일본 신파극계 9간부의 한 사람이며 교토 신파극의 거두였던 시즈마(靜間小次郞)의 문하에서 2년간 주로 남의 연극을 산기(算記)하여 오는 일을 맡아보며 연극공부를 하고 귀국했다.
1912년 안광익(安光翊), 김영근(金永根), 고수철(高秀喆) 등과 함께 신파극단인 유일단(唯一團)을 조직하고, 극장 개성좌를 건립하며 초창기 연극계에서 신파극의 선구자로 이름을 날리게 되었다. 이때 대표작인 《장한몽》에서는 주인공 이수일 역으로 열연하여 후세인들에게 오래 기억되고 있다.
한국사극의 세 번째 극단인 유일단은 1914년까지 《처(妻)》, 《자기의 죄(罪)》 등 인기 레퍼토리를 상연했다. 유일단이 해산된 후 이기세는 1916년에 윤백남, 이범구(李範龜) 등과 함께 ‘예성좌(藝星座)’를 조직, 그 해 말 해산될 때까지 《카추샤》, 《쌍옥루(雙玉淚)》 등을 공연했다. 1919년에는 다시 ‘조선문예단’을 발족시켜 연쇄극(連鎖劇)을 상연했고, 잠시 연극을 떠나 《시사신문사(時事新聞社)》에 근무하다가, 1922년부터는 개량 신파극단인 ‘예술협회(藝術協會)’를 창단하여 《운명》, 《희망의 눈물》, 《눈오는 밤》 등 개량신파극을 공연했다.
1930년대 들어서는 음반 및 영화 보급 분야에서 활동했다. 이기세는 이미 1920년대에 한국 최초의 소프라노이며 대중 가수인 윤심덕을 데뷔시킨 일이 있다. 〈황성의 적〉으로 유명한 이애리수도 이기세가 발굴했다. 1930년 조선음률협회를 창립하였으며, 영화배급사인 기신양행을 운영하기도 했다. 1934년에는 인기 레코드사인 빅타레코드의 문예부장을 지냈다.

## 친일 논란
21세인 1908년에 국채보상동맹이라는 단체의 관서 지역 발기인을 맡으며 사회 활동을 시작했다. 이후 일본 유학을 다녀온 것은 분명하나 어느 학교에서 수학했는지 학력 사항은 확인되지 않았다.
1920년부터 국민협회의 기관지 《시사신문》에 근무하면서 언론인으로서의 이력을 시작했다. 민원식과의 인연으로 시사신문에 들어가게 된 것으로 알려졌다. 1921년에는 국민협회 평의원을 지내는 등 3·1 운동에 대항하는 이념으로 신일본주의를 내세운 이 단체에서 적극적으로 활동했다. 1921년 1월에 경성공회당에서 국민협회 창립 1주년 기념식이 열렸는데, 이때 이기세는 '소위민심악화'라는 제목으로 연설했다.
1923년에는 조선총독부 기관지인인 《매일신보》 사회부장으로 발탁되어 3년 동안 재직했다. 1927년에 매일신보 이사 겸 편집국 주사로 승진했고, 곧 편집인 겸 발행인에 올랐다. 1927년 7월 23일부터 1928년 2월 27일까지 이기세가 편집인 겸 발행인으로 근무하는 동안 매일신보는 사설을 통해 학생들의 동맹휴학을 '불상사'라며 비난하는 등 총독부 외곽 단체로서의 기능을 충실히 수행했다.
1938년에 유명한 유흥 음식점인 국일관을 인수했다. 같은 해 중일 전쟁을 위한 국방헌금으로 거액인 5백원을 헌납하기도 했다. 1942년에 유한회사 국일관을 설립해 이사가 되었다.
2008년 발표된 민족문제연구소의 친일인명사전 수록예정자 명단과 2007년 대한민국 친일반민족행위진상규명위원회가 확정한 친일반민족행위 195인 명단 중 언론 부문에 선정되었다.

## 같이 보기
- 국민협회
- 매일신보

## 참고 자료
- 친일반민족행위진상규명위원회 (2007년 12월). 〈이기세〉 (PDF). 《2007년도 조사보고서 II - 친일반민족행위결정이유서》. 서울. 1822~1841쪽쪽. 발간등록번호 11-1560010-0000002-10. [깨진 링크(과거 내용 찾기)]
- 강옥희,이영미,이순진,이승희 (2006년 12월 15일). 《식민지시대 대중예술인 사전》. 서울: 소도. 243~246쪽쪽. ISBN 978-89-90626-26-4.
- 이기세(李基世) - 한국학중앙연구원